# كريس دوغان
كريس دوغان (بالإنجليزية: Kris Duggan)‏ هو شخصية أعمال أسترالي، ولد في 1974.